# Txorierri

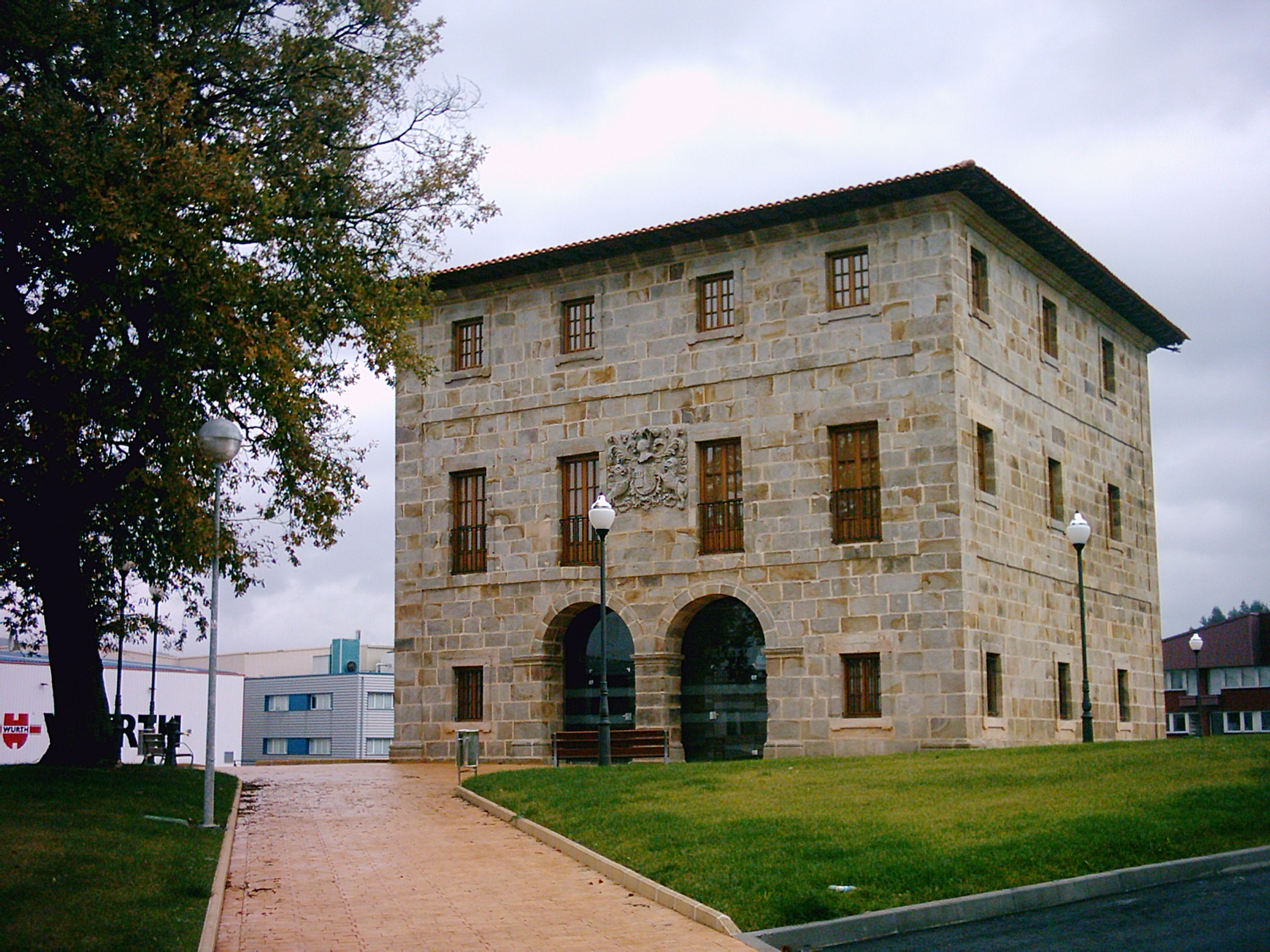
Palau de Larragoiti, a Zamudio.

Txorierri (en castellà, valle de Asúa) és una vall, que dona nom a la subcomarca del mateix nom, situada a Biscaia. Es troba a la comarca del Gran Bilbao, separada de la ciutat per les muntanyes Artxanda i Abril. La mancomunitat del Txorierri inclou els municipis de Loiu, Sondika, Derio, Zamudio, Lezama i Larrabetzu. Geogràficament, el Txorierri abasta també una part d'Erandio, municipi en el que el riu Asua desemboca a la Ria de Bilbao. A la vall es troben l'aeroport i el Parc Tecnològic de Zamudio i està comunicat amb Bilbao a través dels túnels d'Artxanda. És una àrea residencial i industrial.

## Municipis
Dades demogràfiques de 2006.
- Derio: 5.107 habitants
- Sondika: 4.389 habitants
- Zamudio: 3.192 habitants
- Lezama: 2.352 habitants
- Loiu: 2.200 habitants
- Larrabetzu: 1.663 habitants